# Isla de Roberto
Isla de Roberto es una isla que pertenece a Colombia, y que administrativamente depende de Departamento de Bolívar al norte de ese país suramericano. Hace parte del archipiélago de las Islas del Rosario, encontradose al noroeste de la isla principal llamada Isla Grande, al este de la Isla de los Pajarales, y al oeste de Punta Iguana, en las coordenadas geográficas 
10°11′N 75°46′O / 10.183, -75.767 648 kilómetros al norte de la capital Bogotá